# Donald Johanos

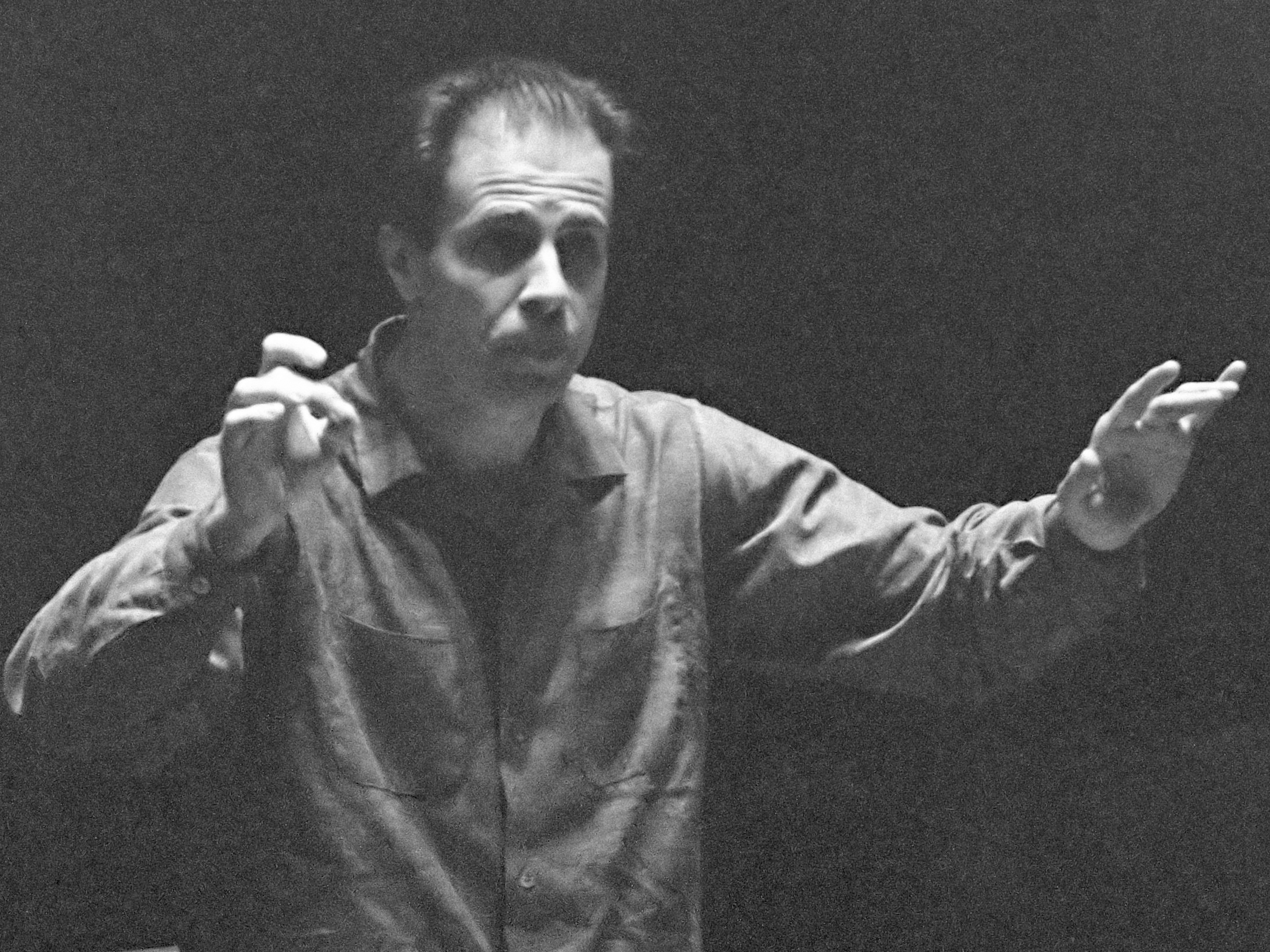
Donald Johanos (1963)

Donald George Johanos (* 10. Februar 1928 in Cedar Rapids, Iowa; † 29. Mai 2007 in Naples, Florida) war ein US-amerikanischer Violinist und Dirigent. Er war Musikdirektor des  Dallas Symphony Orchestra und des Honolulu Symphony Orchestra.

## Leben
Johanos wurde als Sohn eines griechischstämmigen Eisenbahners geboren; seine Mutter hatte schwedische Wurzeln. Er erhielt Geigenunterricht, dirigierte das Schulorchester und besuchte im Sommer das Interlochen Center for the Arts in Michigan. Nach der High School studierte er Violine und Dirigieren an der Eastman School of Music in Rochester, New York. Für fünf Jahre war er Geiger beim Rochester Philharmonic Orchestra und erhielt zusätzlich Dirigierunterricht beim Musikdirektor Erich Leinsdorf. Danach dirigierte er zum ersten Mal Orchester in Altoona und Johnstown in Pennsylvania.
Mit Unterstützung der Rockefeller Foundation und der American Symphony Orchestra League bildete er sich ab 1955 in Europa weiter; er arbeitete u. a. mit den Dirigenten Eugene Ormandy, Sir Thomas Beecham, Otto Klemperer und Herbert von Karajan zusammen. Schließlich gewann er den Dirigierwettbewerb des niederländischen Rundfunks; er dirigierte das Concertgebouw Orchestra. Während des Sommers trat er dann zweimal mit dem Radio Filharmonisch Orkest auf.
1957 wurde er ständiger Dirigent beim Dallas Symphony Orchestra. Von 1962 bis 1970 folgte er Georg Solti als Musikdirektor. Mit dem Orchester in Texas spielte er Werke der Komponisten Charles Ives, Aaron Copland, Sergei Rachmaninow und Alexander Skrjabin ein. Außerdem trat er mit dem Orchester zum ersten Mal in der Carnegie Hall in New York auf. 1968 holte er mit Paul Freeman den ersten afroamerikanischen Dirigenten nach Dallas, der sein Stellvertreter wurde.
Danach war er unter William Steinberg stellvertretender Dirigent beim Pittsburgh Symphony Orchestra in Pennsylvania und leitete dessen Kammerorchester. Ein Projekt führte ihn mit einigen Musikern in das örtliche Allegheny County Jail, wo sie vor 450 Gefangenen auftraten.
Nachdem er bereits im Dezember 1978 einen Gastauftritt beim Honolulu Symphony Orchestra gehabt hatte, war er von 1979 bis 1995 als Nachfolger von Robert La Marchina Musikdirektor des Orchesters. Außerdem fungierte er als künstlerischer Leiter des Hawaii Opera Theatre. Er pflegte das klassische, das romantische und das moderne Repertoire. Seine zeitgenössische Programmgestaltung wurde 1991 durch die American Society of Composers, Authors and Publishers gewürdigt.
Er war in dritter Ehe verheiratet und Vater von fünf Kindern.